# 拉匝禄的复活 (卡拉瓦乔)
《拉匝禄的复活》（義大利語：Resurrezione di Lazzaro）是意大利艺术家卡拉瓦乔 （1571-1610）的一幅油画，创作于约1609年，现藏于墨西拿的地区博物馆（Museo Regionale）。